# Каспійська вулиця (Мелітополь)
Каспійська вулиця — вулиця у Мелітополі. Починається у дворах біля проспекту Богдана Хмельницького, йде на південь і закінчується перехрестям з провулком Сєдовців. Забудована приватними будинками.

## Назва
Вулиця названа на честь Каспійського моря.

## Історія
Рішення про прорізку та найменування вулиці було прийнято 22 грудня 1957 року>.